# 萨科隆戈
萨科隆戈（義大利語：Saccolongo），是意大利威尼托大区帕多瓦省的一个市镇。总面积13.72平方公里，人口4886人，人口密度356.1人/平方公里（2009年）。国家统计（ISTAT）代码为028073。